# Józef Zajączkowski (1817–1905)

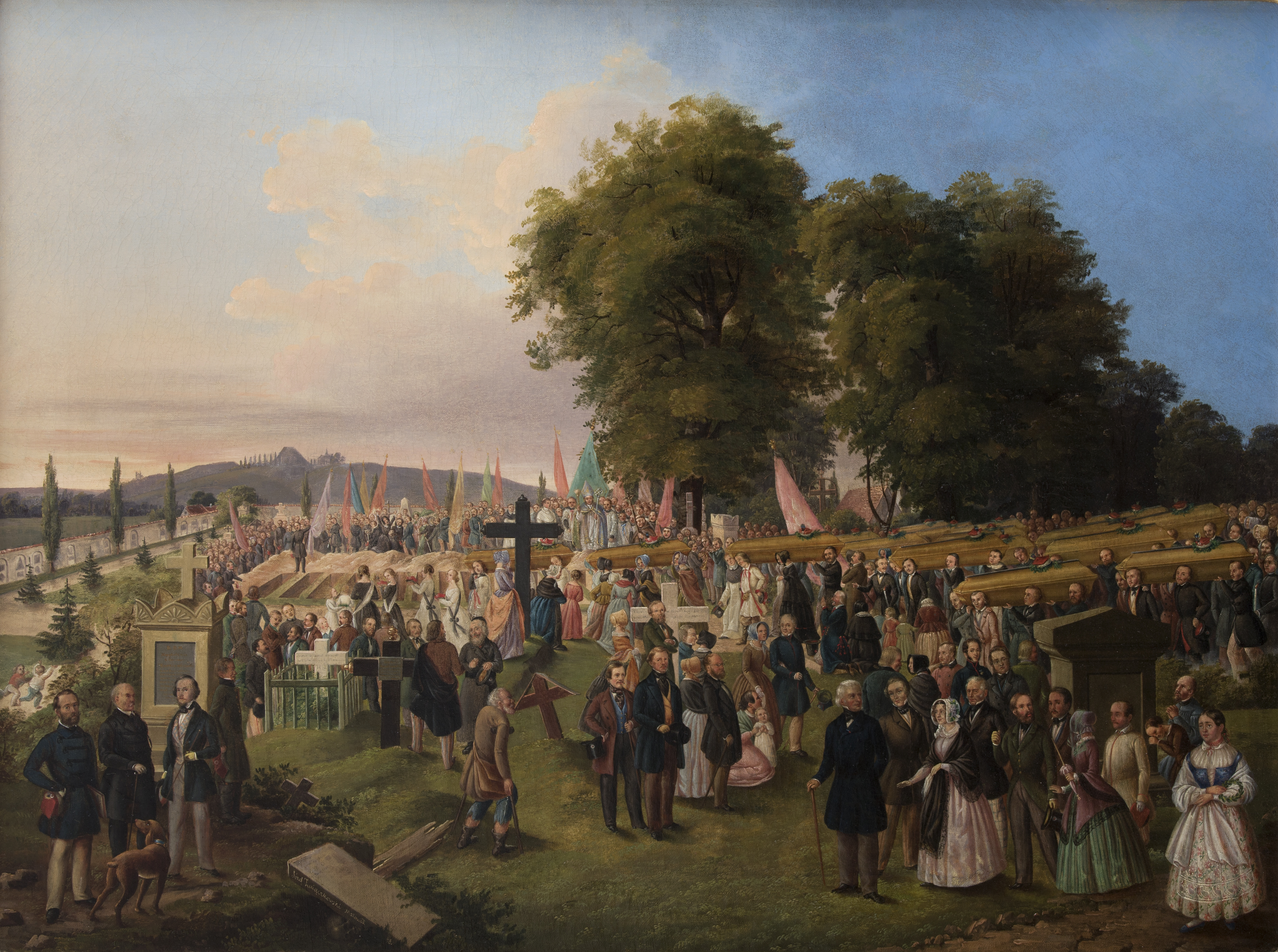
Józef Zajączkowski, Pogrzeb ofiar z roku 1848, 1848

Józef Zajączkowski (ur. 24 lipca 1817 w Krakowie, zm. 3 października 1905 tamże) – polski malarz, fotograf, właściciel zakładów fotograficznych w Zgierzu, Łodzi i Krakowie, naczelnik miejski Łodzi w czasie powstania styczniowego.
W literaturze bywa błędnie utożsamiany z Józefem Zajączkowskim (1841–1906), fotografem działającym w Rzeszowie, Krośnie i Jaśle, oraz z jego synem, Józefem Zajączkowskim (1871–?), prowadzącym w Krośnie zakład fotograficzny „Wisła”, a także z Janem Zajączkowskim (1815–1905), żołnierzem 4. pułku strzelców konnych w powstaniu listopadowym.

## Życiorys
Był synem Stanisława i Marcjanny z Lichockich. Jego ojciec był nauczycielem w szkole parafialnej przy kościele św. Mikołaja na Wesołej w Krakowie. Młody Józef Zajączkowski być może pobierał naukę rysunku u malarza Antoniego Gizińskiego, ale na temat jego edukacji artystycznej nie wiadomo nic więcej. W 1848 roku namalował obraz Pogrzeb ofiar roku 1848, zachowany w Muzeum Narodowym w Krakowie.
Co najmniej od lat 40. przebywał w Warszawie, gdzie w roku 1843 ożenił się z Józefą Aleksandrą Chmielewską (1827–1892), córką Walentego i Zofii ze Skibińskich. Mieli co najmniej siedmioro dzieci: Kaspra (ur. 1844 w Krakowie), Bronisławę Olimpię (ur. 1845), Julię (ur. 1848), Antoninę Magdalenę (ur. 1854), Kazimierza Hipolita (ur. 1855), Juliana (ur. 1857), Bronisława Wilhelma (ur. 1859) i Antoniego (ur. 1861). Początkowo rodzina mieszkała w Krakowie, następnie w Proszowicach, a od 1854 roku przebywała w Królestwie. Prawdopodobnie to wówczas, około połowy lat 50., Józef Zajączkowski uczył się fotografii u warszawskiego fotografa Karola Beyera.
Około 1860 roku Zajączkowscy przenieśli się do Zgierza, gdzie Józef otworzył zakład fotograficzny. Istniał on krótko, gdyż w połowie 1862 roku rodzina przeprowadziła się do Łodzi i również tu Józef Zajączkowski otworzył własne atelier, działające najpierw przy Nowym Rynku 8 (obecnie Plac Wolności), a następnie przy ul. Konstantynowskiej 5 (obecnie ul. Legionów). W dotychczasowej literaturze, podkreślającej jego działalność patriotyczną, niekiedy uznawany jest za pierwszego fotografa, który pracował w Łodzi. Niesłusznie, bowiem kiedy wiosną 1862 r. przeniósł się do Łodzi, czynny był tu już od roku zakład fotograficzny Dominika Zonera.
20 października 1862 roku jako aktywny uczestnik organizacji spiskowej przygotowującej powstanie styczniowe został mianowany przez Komitet Centralny Narodowy tajnym powstańczym naczelnikiem miasta. Akt nominacyjny zachował się w Muzeum Miasta Łodzi. Zajączkowski wspólnie z ks. Józefem Czajkowskim, Teodorem Rybickim, Ludwikiem Kozubskim i Leonem Tuczyńskim zorganizował oddział powstańców łódzkich, który później walczył na Ziemi Sieradzkiej. Zajączkowski został jednak zdekonspirowany, w związku z czym w 1863 roku przeniósł się do Zgierza, gdzie przez kilka miesięcy pełnił obowiązki naczelnika okręgowego organizacji cywilnej powiatu łęczyckiego. W obawie przed aresztowaniem przedostał się w sierpniu 1863 roku z Królestwa Polskiego (zabór rosyjski) do Galicji (zabór austriacki) i osiadł w Krakowie.
Nie później niż w październiku 1863 roku w Krakowie otworzył zakład fotograficzny, który prowadził w Hotelu Narodowym przy ul. Poselskiej 22. W 1865 roku wydał album Grobowce, pomniki i trumny królów polskich w Krakowie zawierający 29 zdjęć, z których tylko jedno (widok katedry na Wawelu) wykonane zostało „z natury”, a pozostałe są reprodukcjami z grafik, rysunków i akwarel.
W 1870 roku spisał swoje wspomnienia, zatytułowane Notatki z czasów powstania w r. 1863 a mianowicie w m. Łodzi i jego okolicach.
Pochowany jest wraz z żoną na cmentarzu Rakowickim w Krakowie.